# Berendrecht-Zandvliet-Lillo
Berendrecht-Zandvliet-Lillo ist ein Stadtbezirk (District) im Norden der belgischen Stadt Antwerpen. Er entstand durch Zusammenlegung der drei Polderdörfer Berendrecht, Zandvliet und Lillo nach deren Eingemeindung nach Antwerpen.

## Geschichte

### Geschichte vor der Eingemeindung
Der heutige Stadtbezirk ist historisch aus drei unabhängigen Siedlungen entstanden, die 1958 nach Antwerpen eingemeindet wurden.
Im Jahr 1037 wurde nördlich von Antwerpen mit der systematischen Eindeichung der Scheldemündung begonnen. Auf dem dadurch entstandenen fruchtbaren Polderboden entstanden in höheren Lagen Polderdörfer. Es gab jedoch auch Siedlungen im niedrig gelegenen Polder, wie beispielsweise die Herrschaft Berendrecht, die zur Markgrafschaft Antwerpen gehörte, die wiederum vom Herzogtum Brabant abhängig war. Die erste Erwähnung Berendrechts und Zandvliets erfolgte in einer Urkunde aus dem Jahr 1119, in der Kaiser Heinrich V. die Schenkung der Güter in Berendrecht und „Santvlite“ an das Antwerpener St.-Michaels-Kapitel durch Gottfried von Bouillon bestätigte. Die St.-Michaels-Abtei erweiterte ihren Besitz schrittweise, sodass sie 1674 die gesamte Herrschaft in ihrem Besitz hatte, bis sie während der Französischen Revolution 1794 aufgehoben wurde. Das Gebiet unterstand danach dem Kanton Stabroek im Département Deux-Nèthes. Im Jahr 1622, zur Zeit Ambrosio Spinolas, wurde Zandvliet zum Schutz vor niederländischen Invasionen mit einer Festung aus sieben Bollwerken umgeben. Die Festung verfiel insbesondere nach der Französischen Revolution allmählich, Spuren blieb jedoch im Straßenverlauf und an den Geländehängen teilweise erhalten.

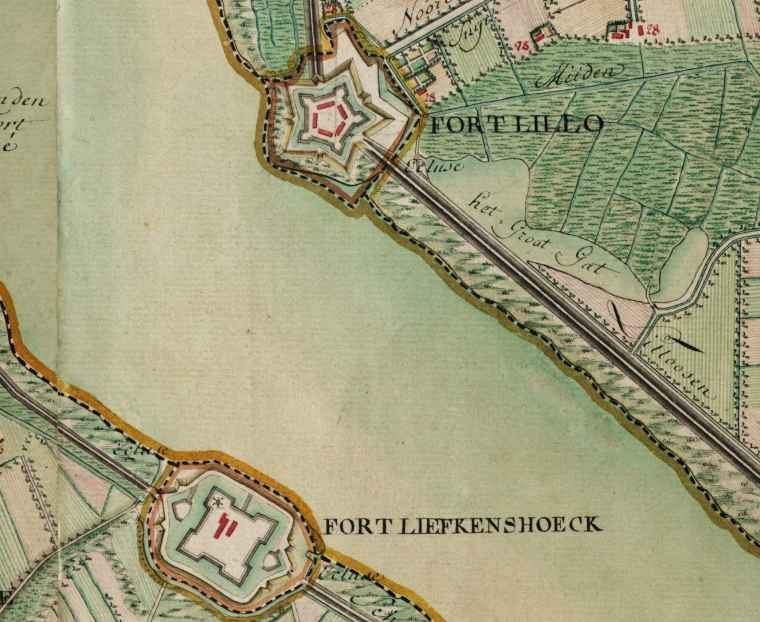
Ausschnitt aus einer historischen Karte von Joseph Johann von Ferraris aus dem Jahr 1775 mit den Forts von Lillo und Liefkenshoek an beiden Ufern der Schelde

Auch Lillo war ein ehemaliges Polderdorf, das vor allem aufgrund seines gleichnamigen Forts bekannt ist. Im Achtzigjährigen Krieg wurden zwischen 1578 und 1580 auf Befehl von Wilhelm von Oranien zur Verteidigung Antwerpens die Zwillingsfestungen Lillo und Liefkenshoek (am rechten bzw. linken Ufer der Schelde) errichtet. Nach dem Fall Antwerpens (1585) blieben Lillo und Liefkenshoek (letzteres von 1584 bis 1664 von den Spaniern besetzt) protestantische Enklaven in der Hand der nördlichen Niederlande. Im 18. Jahrhundert gelangte Lillo je nach Kriegsverlauf abwechselnd in die Hände der Franzosen (1747–1748, 1792, 1795–1814) und der Österreicher (1785, 1793). Ab 1814 und während des belgischen Unabhängigkeitskampfes blieben Lillo und Liefkenshoek bis 1839 in niederländischem Besitz. Im Jahr 1894 wurden die Festungsanlagen außer Betrieb gesetzt, da sie militärisch wertlos geworden waren.
Trotz der Deiche wurde die Region immer wieder von schweren Flutkatastrophen heimgesucht. Bei der schweren Überschwemmung durch einen Deichbruch im Jahr 1328 verschwand Berendrecht vollständig von der Landkarte. Zandvliet schenkte daraufhin 1329 einen großen Teil seines Territoriums an Berendrecht. Die damals (1330) festgelegten Grenzen blieben bis zur Eingliederung nach Antwerpen im Jahr 1958 unverändert. Bei der Belagerung von Antwerpen (1584–1585) wurden die Deiche durch die Niederländer systematisch zerstört, um das Vorankommen der spanischen Belagerungstruppen durch das überschwemmte Land zu erschweren. Die letzte schwere Überschwemmung ereignete sich im Februar 1953, als das gesamte Poldergebiet erneut überflutet wurde.

### Eingemeindung im Rahmen der Erweiterung des Hafens von Antwerpen
Am 26. November 1956 richtete der Stadtrat von Antwerpen mit Einstimmigkeit ein Gesuch an den belgischen Innenminister, die selbstständigen Gemeinden Berendrecht, Lillo und Zandvliet nach Antwerpen einzugemeinden, um auf diesem Gebiet den angedachten Ausbau des Hafens von Antwerpen zu realisieren.
Per Gesetz vom 22. März 1958 wurde die Eingemeindung der drei Dörfer nach Antwerpen beschlossen, die am 15. April 1958 umgesetzt wurde. Widerstand gegen die Eingemeindung kam vor allem aus Zandvliet. Zum Zeitpunkt der Eingemeindung hatte Antwerpen 263.233 Einwohner und die Gemeinden Berendrecht, Lillo und Zandvliet hatten 2518, 1315 bzw. 3223 (zusammen 7056).
Zwischen 1957 und 1966 wurde der sogenannte Zehnjahresplan (Tienjarenplan) zur Hafenerweiterung umgesetzt. Unter anderem wurde hier mit der Zandvlietsluis die damals weltgrößte Seeschleuse erbaut. Dies veränderte den Charakter der zuvor dörflichen Gebiete grundlegend.

## Bevölkerung
Im Jahr 2025 hatte Berendrecht-Zandvliet-Lillo 10.029 Einwohner (1,8 Prozent der gesamten Einwohnerschaft Antwerpens) und war damit der mit Abstand bevölkerungsärmste Stadtbezirk. Die Einwohnerdichte lag mit 191 Ew./km² weit unter dem Durchschnitt Antwerpens (2717 Ew./km²). 19,5 Prozent der Einwohner hatten einen Migrationshintergrund (Antwerpen gesamt: 56,5 Prozent).

## Besonderheiten
Als sehenswert gelten die Reste der Anlagen von Fort Lillo mit den Kasematten und dem Gezeitenhafen. In Lillo findet sich eine historische Windmühle (De Eenhoorn) aus dem Jahr 1735. Nach dem Kauf durch die Stadt im Jahr 1966 wurde die Mühle zwischen 1967 und 1969 an ihren heutigen Standort verlegt. Die Pfarrkirche Sint-Benedictus diente ursprünglich als protestantische Kirche der niederländischen Garnison, wurde aber später eine katholische Kirche. Das ursprüngliche Kirchengebäude aus dem 17. Jahrhundert wurde nach einem Brand im Jahr 1882 durch das heutige Gebäude ersetzt. Die Sint-Gertrudiskerk in Zandvliet geht auf einen Bau aus dem 12. Jahrhundert zurück. Das Kirchengebäude wurde mehrfach zerstört – zuletzt im Zweiten Weltkrieg – und wieder aufgebaut. Auf Grundlage der noch stehenden Außenmauern wurde es 1951 bis 1953 im neugotischen Stil wieder errichtet.

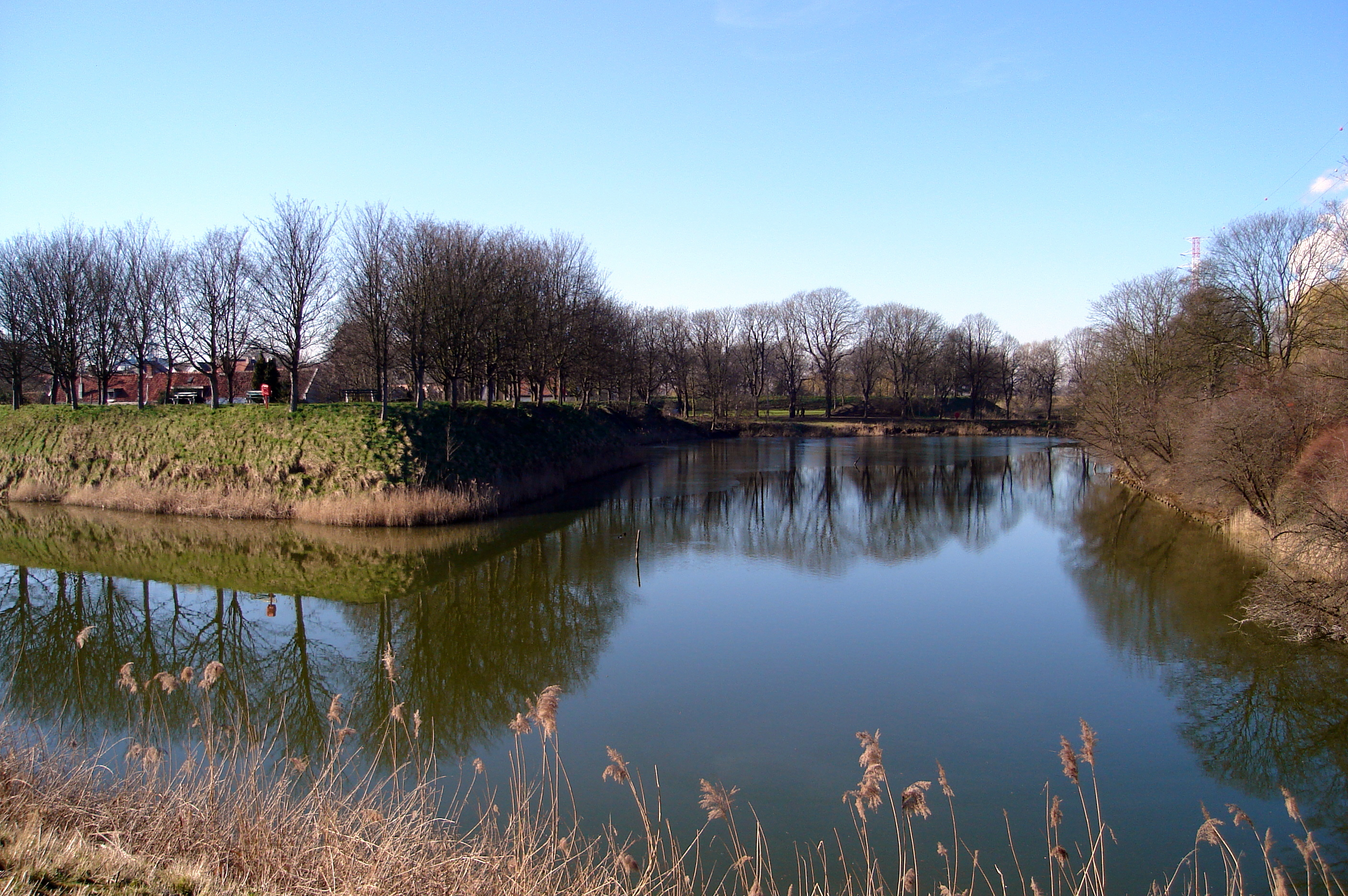
Reste der Anlagen von Fort Lillo
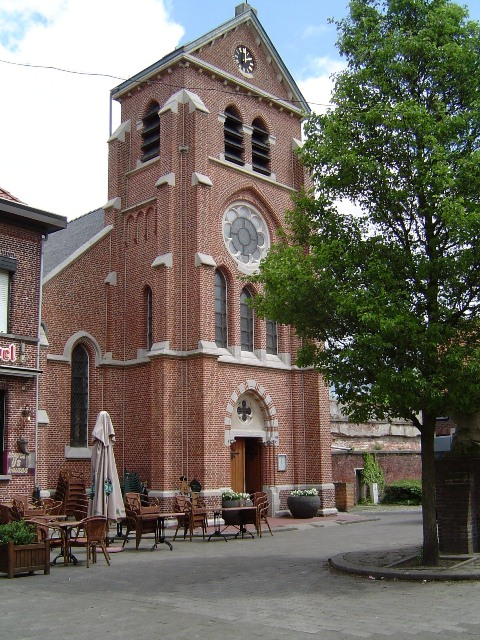
Sint-Benedictuskerk (Lillo)
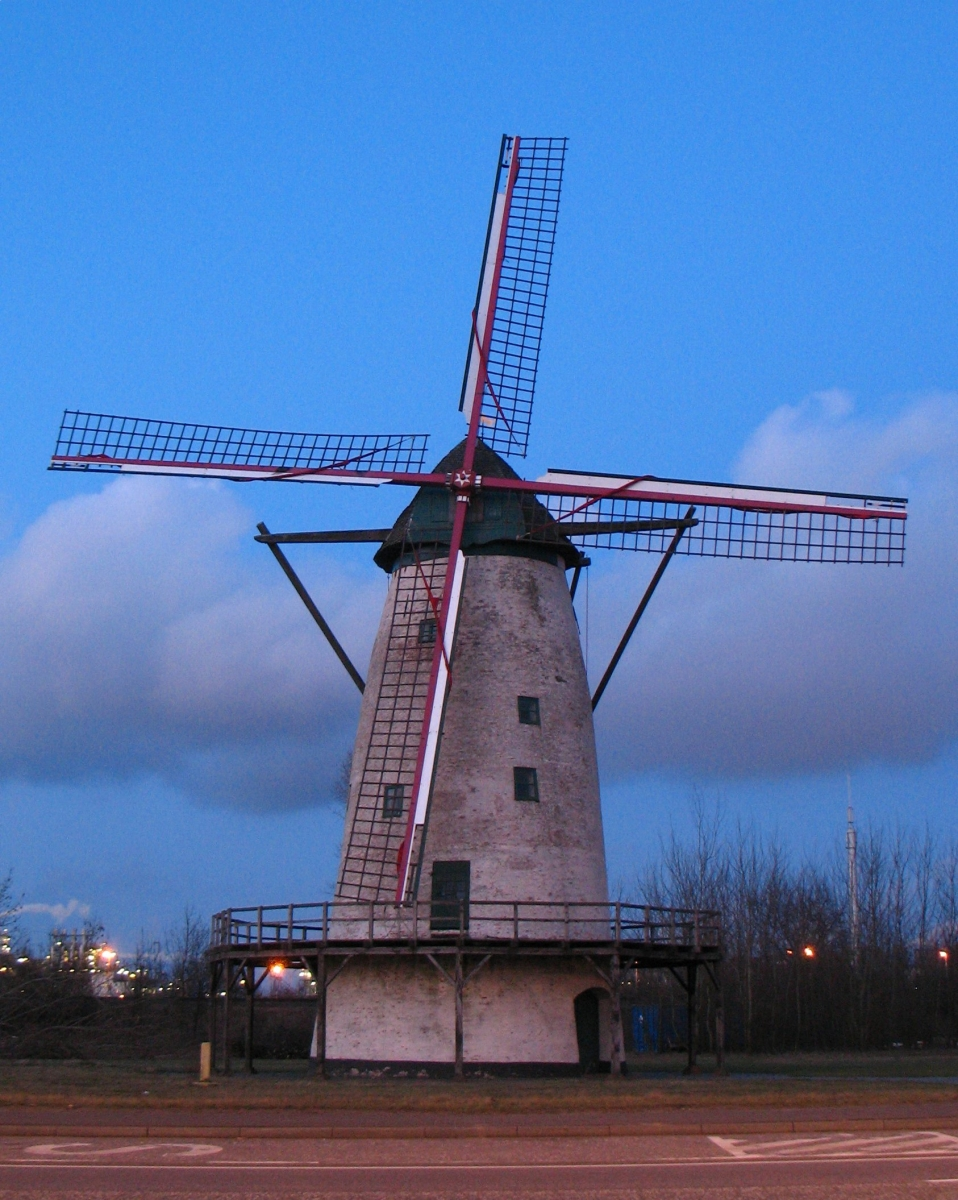
De Eenhoorn – Windmühle in Lillo
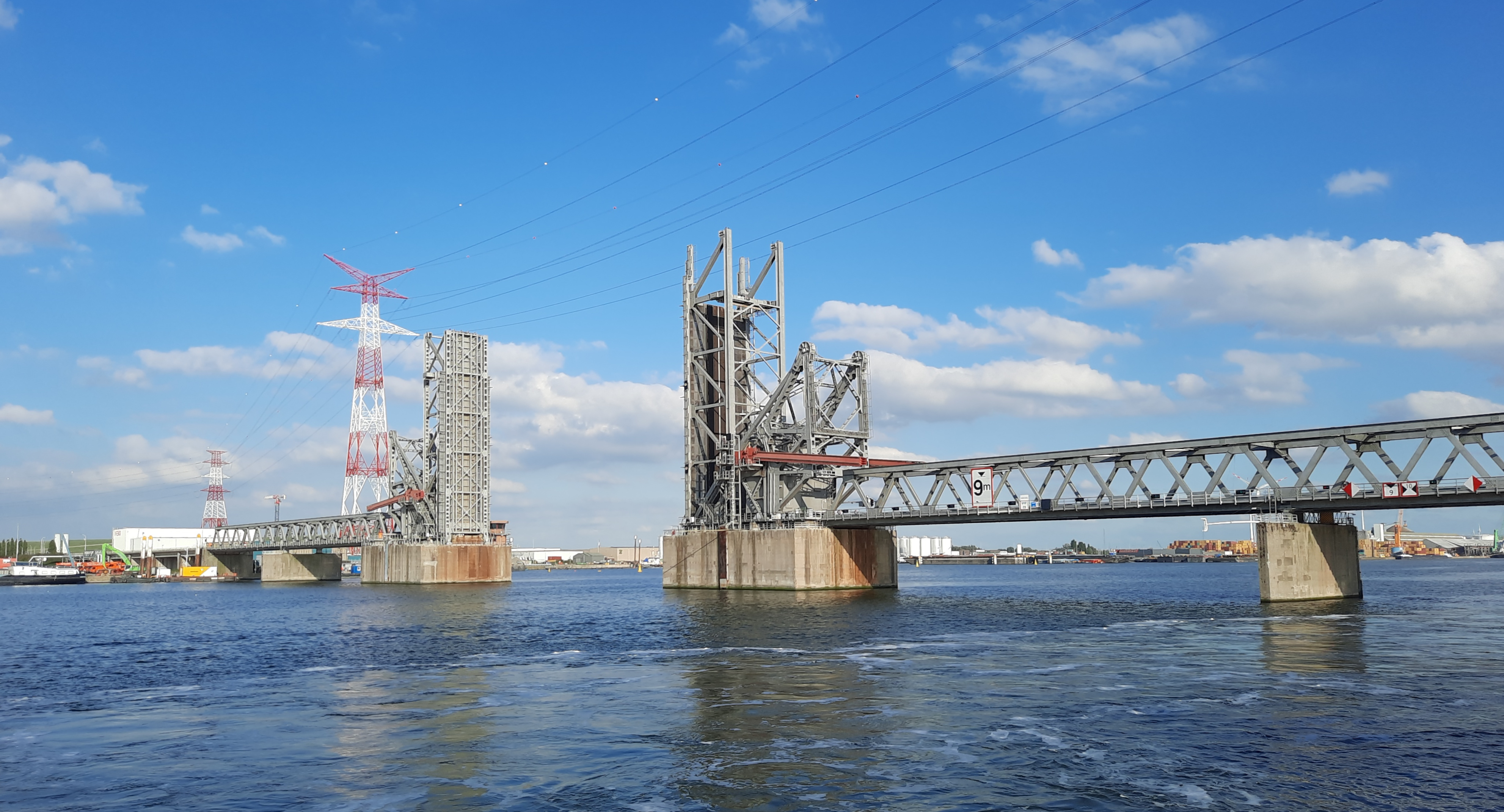
Klappbrücke von Lillo
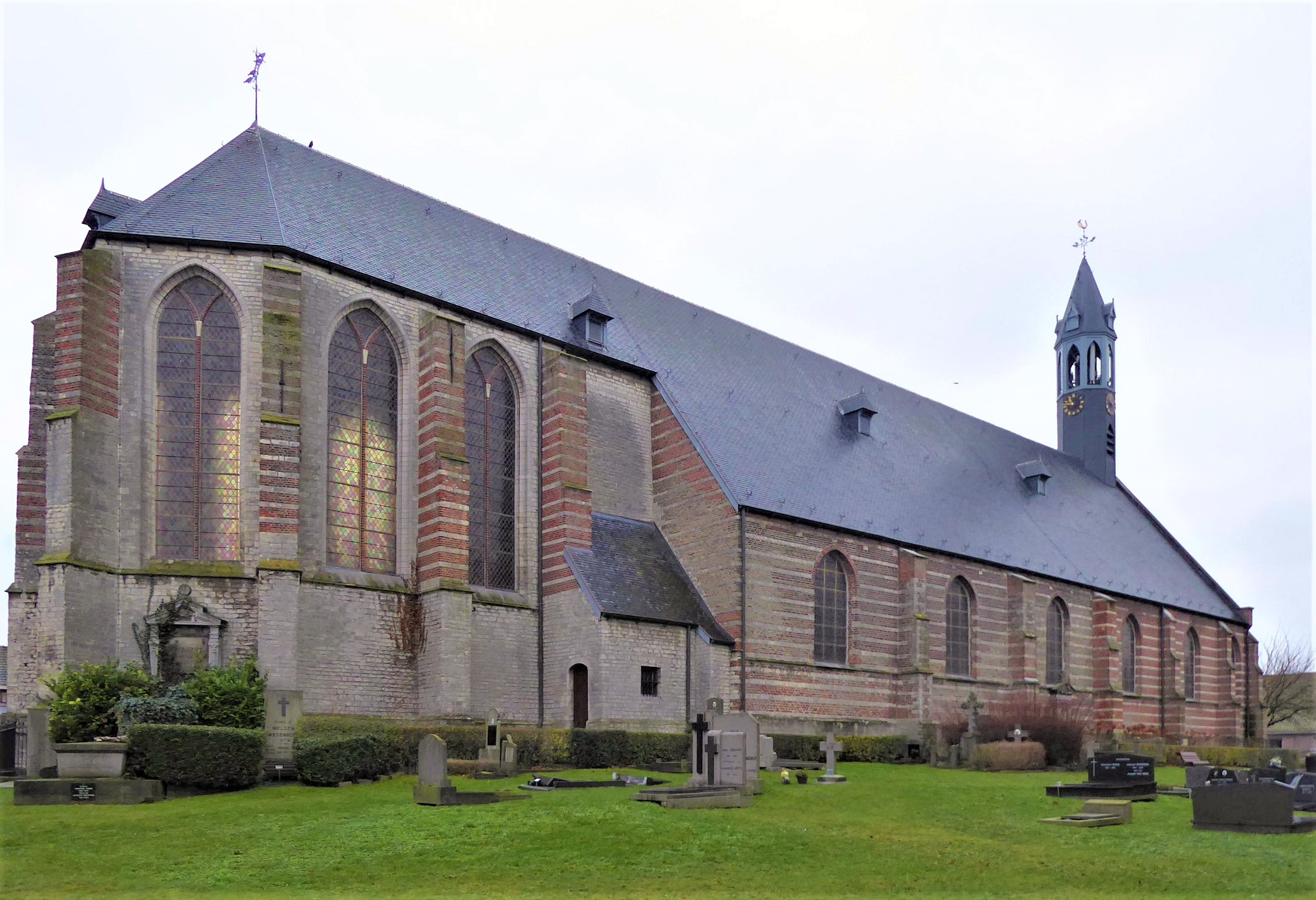
Sint-Gertrudiskerk (Zandvliet)